# Colombier (Allier)
Colombier ist eine französische Gemeinde mit 328 Einwohnern (Stand 1. Januar 2022) im Département Allier in der Region Auvergne-Rhône-Alpes. Sie gehört zum Arrondissement Montluçon und zum Gemeindeverband Commentry Montmarault Néris Communauté.

## Lage
Die Gemeinde Ort Colombier liegt nahe der Grenze zum Département Puy-de-Dôme in einer Höhe von etwa 400 m im südlichen Bourbonnais in der Landschaft der Combrailles. Die Stadt Montluçon befindet sich etwa 21 Kilometer nordwestlich, bis nach Clermont-Ferrand sind es gut 80 Kilometer in südöstlicher Richtung. Nachbargemeinden von Colombier sind Malicorne im Norden, Hyds im Nordosten und Osten, La Celle im Süden, [[]] im Südwesten sowie Commentry im Westen.

## Geschichte
Über die keltische, römische, westgotische und fränkische Epoche liegen für Colombier keine historischen Angaben vor; die Geschichte des etwa zwölf Kilometer westlich gelegenen Nachbarorts Néris-les-Bains reicht allerdings bis in die römische Zeit zurück. Im 6. Jahrhundert wirkte hier der Missionar und Eremit Patroclus, dessen Gebeine immer noch in Colombier ruhen. In der Folgezeit entstanden eine Kirche und vielleicht auch schon eine klösterliche Gemeinschaft, welche im Jahr 924 als Priorat unter die Oberaufsicht der Abtei Saint-Martin in Autun (Burgund) gestellt wurde. Im 12. Jahrhundert wurde sie dem Priorat Saint-Pierre-et-Saint-Paul in Souvigny angegliedert.

### Bevölkerungsentwicklung
Im 19. Jahrhundert verzeichnete die Gemeinde ein deutliches Bevölkerungswachstum von rund 400 auf über 1000 Einwohner. Infolge der Reblauskrise im Weinbau und der Mechanisierung der Landwirtschaft, die den Verlust vieler Arbeitsplätze zur Folge hatte, ging die Einwohnerzahl seitdem kontinuierlich bis auf die derzeitigen Tiefststände zurück.
| Jahr                       | 1962 | 1968 | 1975 | 1982 | 1990 | 1999 | 2006 | 2013 | 2022 |
| Einwohner                  | 460  | 436  | 361  | 346  | 331  | 312  | 311  | 329  | 328  |
| Quellen: Cassini und INSEE |      |      |      |      |      |      |      |      |      |

## Wirtschaft
Jahrhundertelang lebten die Einwohner von Colombier als Selbstversorger von der Landwirtschaft, zu der auch der Weinbau gehörte; hinzu kamen Kleinhandel und Handwerk. Nach der Reblauskrise kam der Weinbau jahrzehntelang völlig zum Erliegen, doch mittlerweile werden wieder Rot-, Rosé und Weißweine produziert, die über die Appellation Val-de-Loire vermarktet werden. Viele leerstehende Häuser sind zu Ferienwohnungen (gîtes) umgebaut worden.

## Sehenswürdigkeiten
- Die ehemalige Prioratskirche und heutige Pfarrkirche Saint-Patrocle ist dem heiligen Patroclus von Bourges geweiht und stammt in wesentlichen Teilen (Langhaus und Vierungsturm) aus dem 12. Jahrhundert. Der ursprünglich aus Bruchsteinen errichtete Kirchenbau wurde im 13. Jahrhundert nach Westen verlängert und erhielt eine Fassade aus exakt behauenen Steinen mit einem im Scheitel leicht angespitzten Archivoltenportal mit Vielpassbogen; gleichzeitig wurden die Außenwände durch Strebepfeiler verstärkt. Die Ostpartie (Apsis und Querhaus) wurde im 15. Jahrhundert erneuert und mit einem Rippengewölbe versehen, welches auf kleinen figürlich gestalteten Konsolen ruht. Von den ehemaligen Prioratsgebäuden sind noch Teile erhalten. Das Gebäude wurde bereits im Jahr 1928 in die Liste der Monuments historiques eingetragen.[1]
- Etwa 300 Meter entfernt befindet sich eine Quelle (Fontaine de Saint-Patrocle), deren Wasser wohl schon in der Antike als heilkräftig angesehen wurde, deren Einfassung jedoch aus dem Mittelalter stammt.
- Château du Bois
- Wasserturm

## Belege
1. ↑  Église Saint-Patrocle, Colombier in der Base Mérimée des französischen Kulturministeriums (französisch)